# 블랙커런트
블랙커런트(영어: blackcurrant, 학명: Ribes nigrum 리베스 니그룸[*])는 까치밥나무과의 관목이다.

## 특징

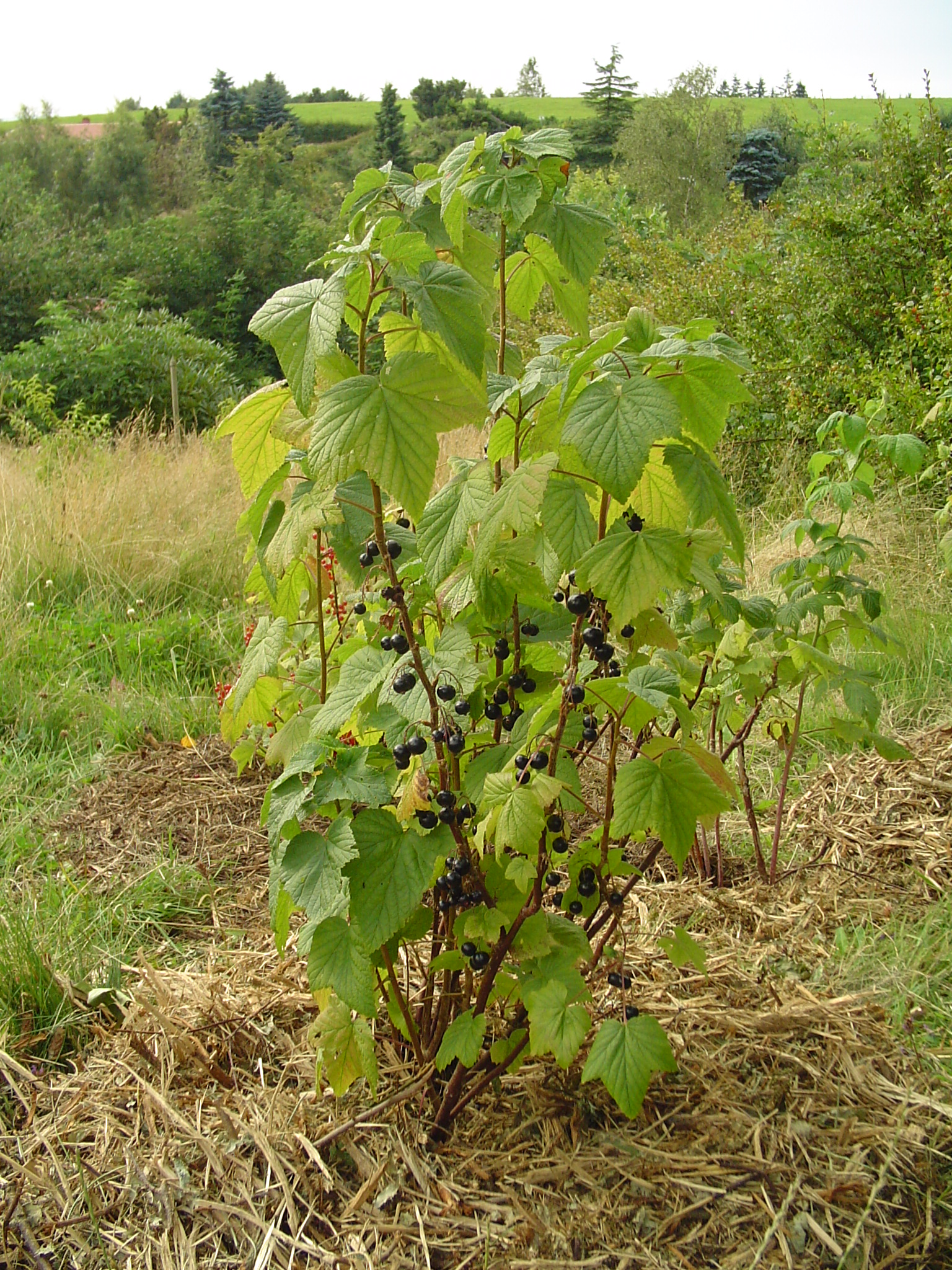

블랙커런트는 중간 크기의 관목으로 1.5×1.5m로 자란다. 잎은 대체로 단순하며 길이는 3~5cm이다. 5개의 손바닥 잎과 톱니 모양의 마진으로 넓고 길다. 꽃은 직경이 각각 8mm이다. 각 꽃에는 털이 많은 꽃받침이 노란 땀샘이 있다. 5개의 잎은 눈에 띄지않는 꽃잎보다 길다. 암술을 둘러싼 5개의 수술이 있으며 2개의 심피가 있다. 꽃은 끈의 바닥에서 연속으로 피고 대부분 곤충이 수분을 옮기지만, 일부 꽃가루는 바람으로 날린다. 암술에 가라앉는 꽃가루 알갱이는 발아하고 가는 꽃가루 줄기를 밑씨로 보낸다. 약 35개 미만의 밑씨가 수정되면 열매가 열리지 못하고 조기에 시들게된다. 서리는 기온이 -1.9°C 이하로 내려가면 꽃봉오리와 꽃에 피해를 줄수있다. 줄기의 바닥에있는 꽃은 단풍이 더 많이 보호한다.

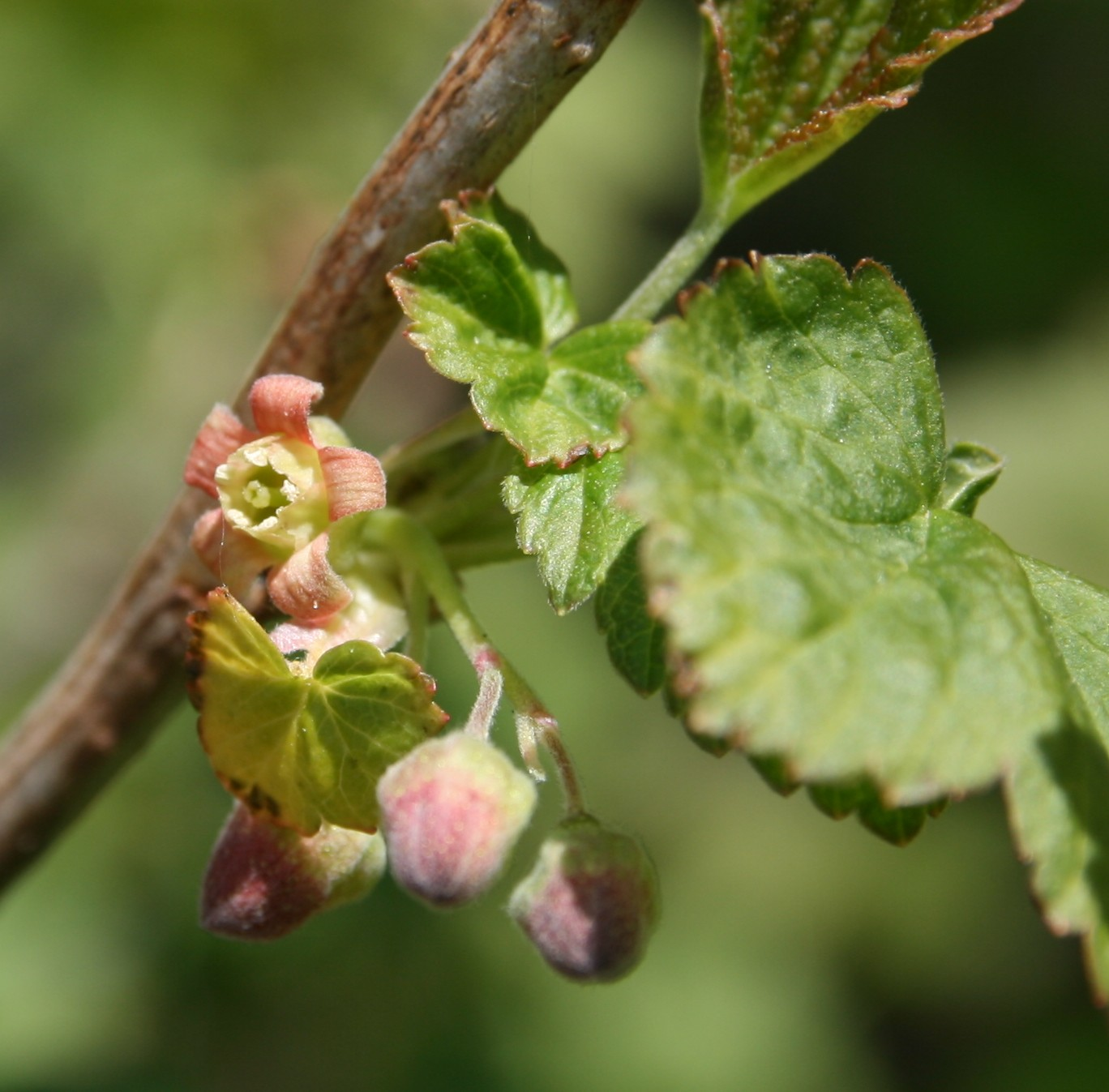
꽃
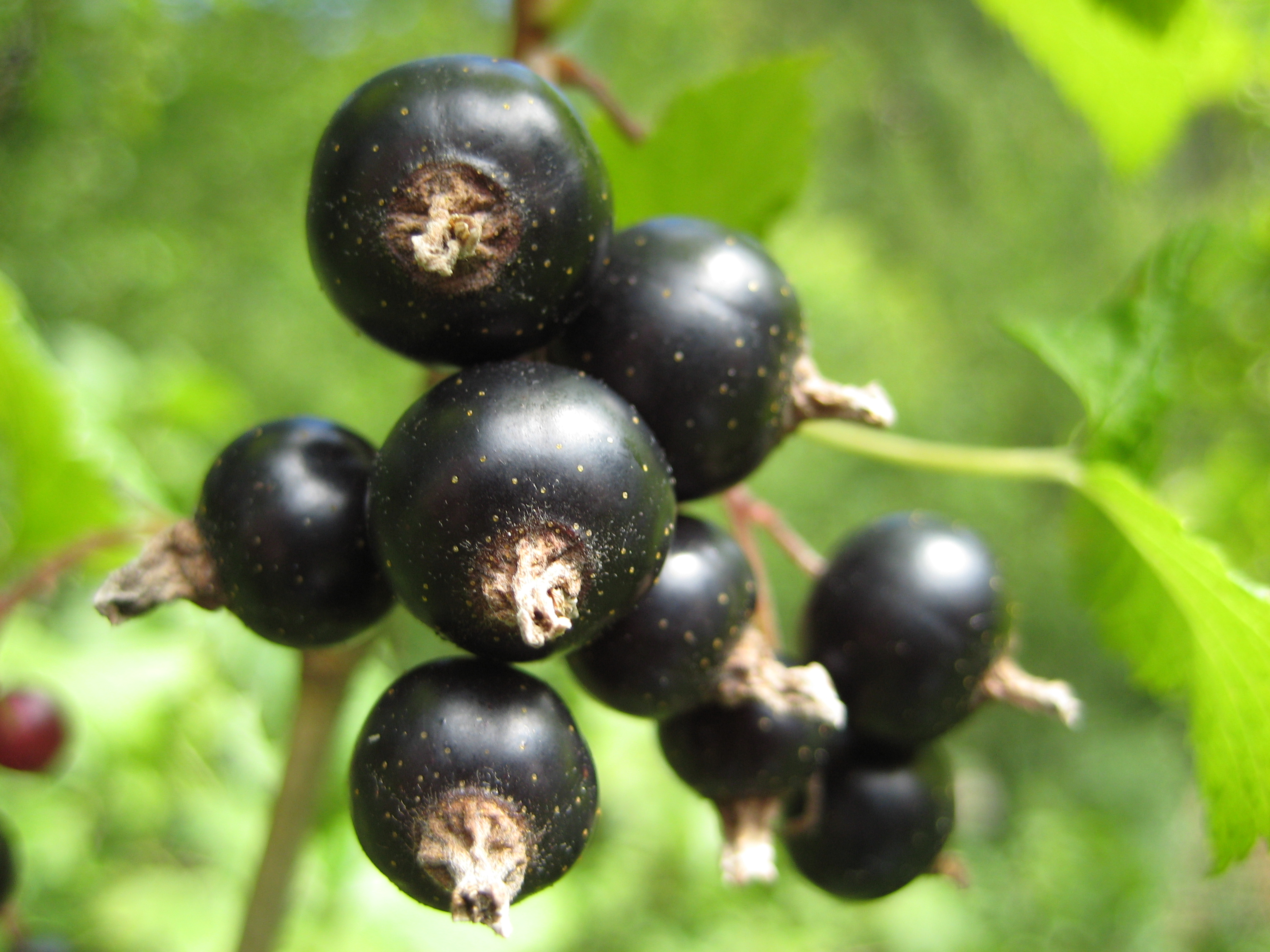

## 분포
아시아, 오세아니아, 유럽, 북아메리카에 분포한다. 중앙아시아(몽골, 카자흐스탄), 서남아시아(터키), 동남유럽(불가리아), 동유럽(라트비아, 러시아, 리투아니아, 벨라루스, 에스토니아, 우크라이나), 중앙유럽(독일, 폴란드), 북유럽(스웨덴, 핀란드), 서유럽(벨기에), 남유럽(이탈리아, 프랑스)이 원산지이다.